# Miguel Antonio Castillo
Miguel Antonio Castillo fue un pintor novohispano, activo en la ciudad de Puebla de Zaragoza durante el siglo XVIII.

## Obras
La iglesia de San Antonio de Padua de la localidad de San Antonio Cacalotepec, en el municipio de San Andrés Cholula, alberga una importante colección de obras de este pintor. 
Asimismo, Miguel Castillo es autor de un retrato del riosecano Manuel Milán de Reoyo (1707-1757), emigrado a la Nueva España. Puesto que este personaje envió su retrato a su pueblo natal, junto con otras piezas de valor, esta obra se encuentra actualmente en la Iglesia de Santa María de Mediavilla en la localidad de Medina de Rioseco en España.

## Galería

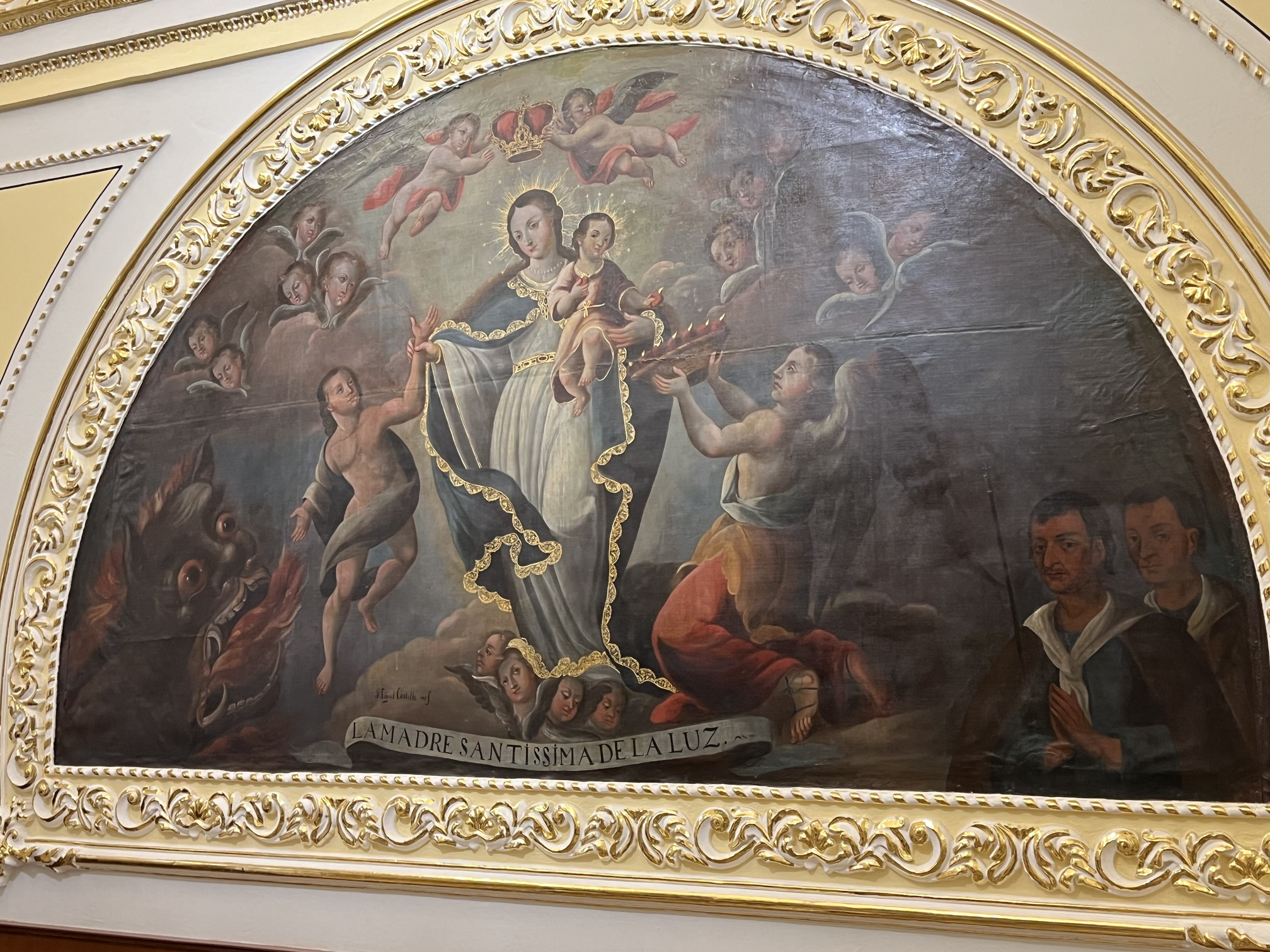
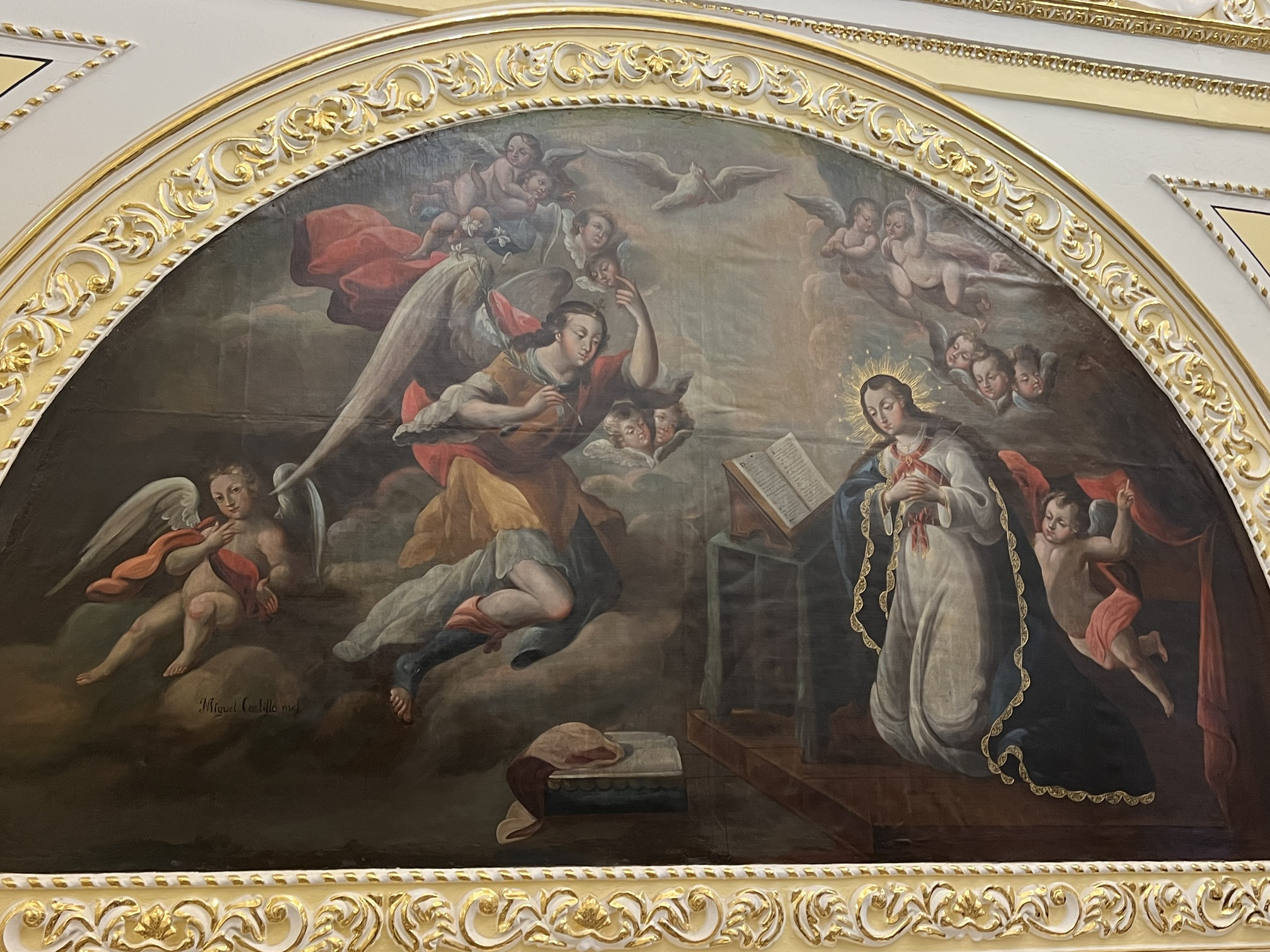
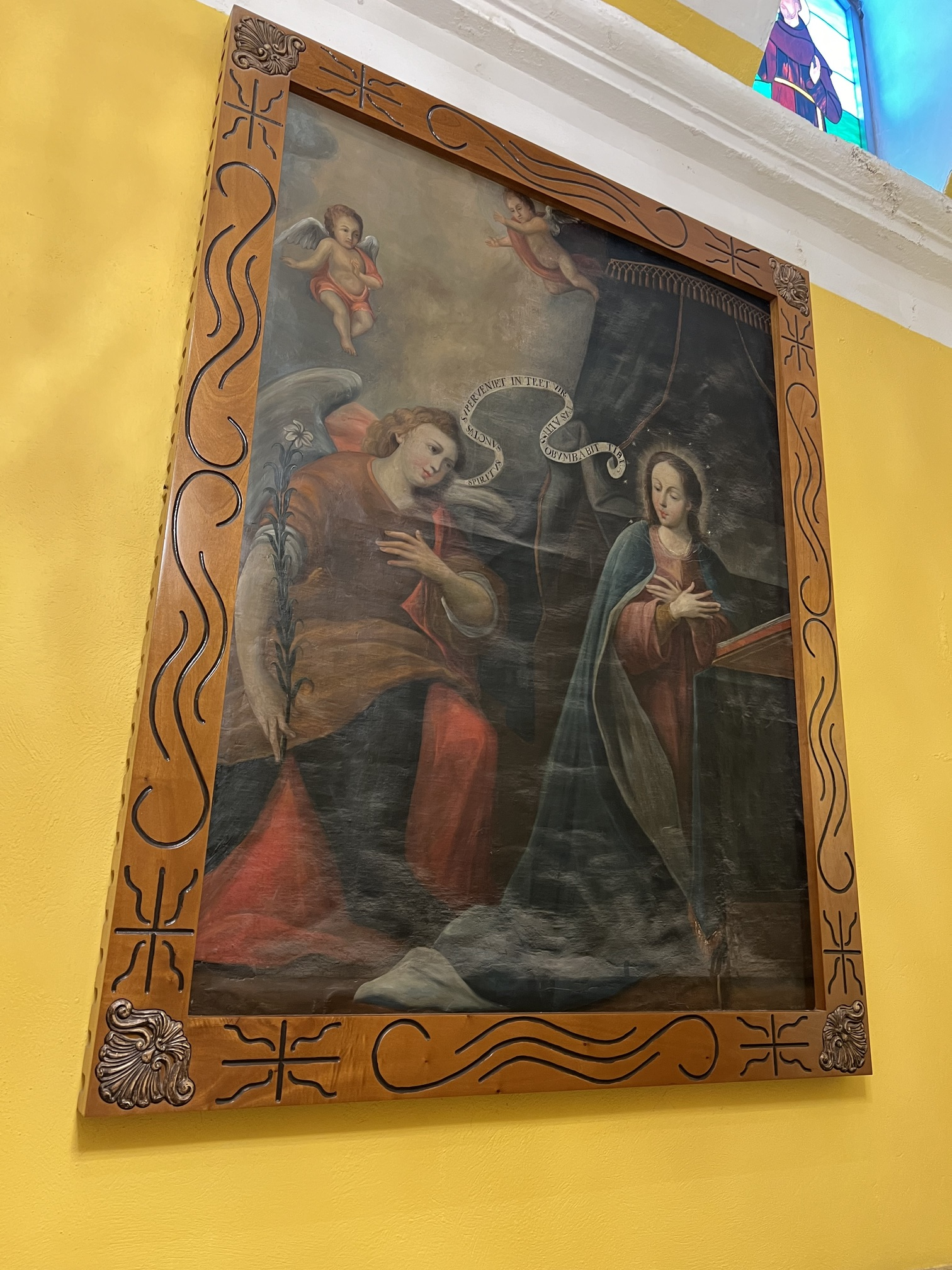
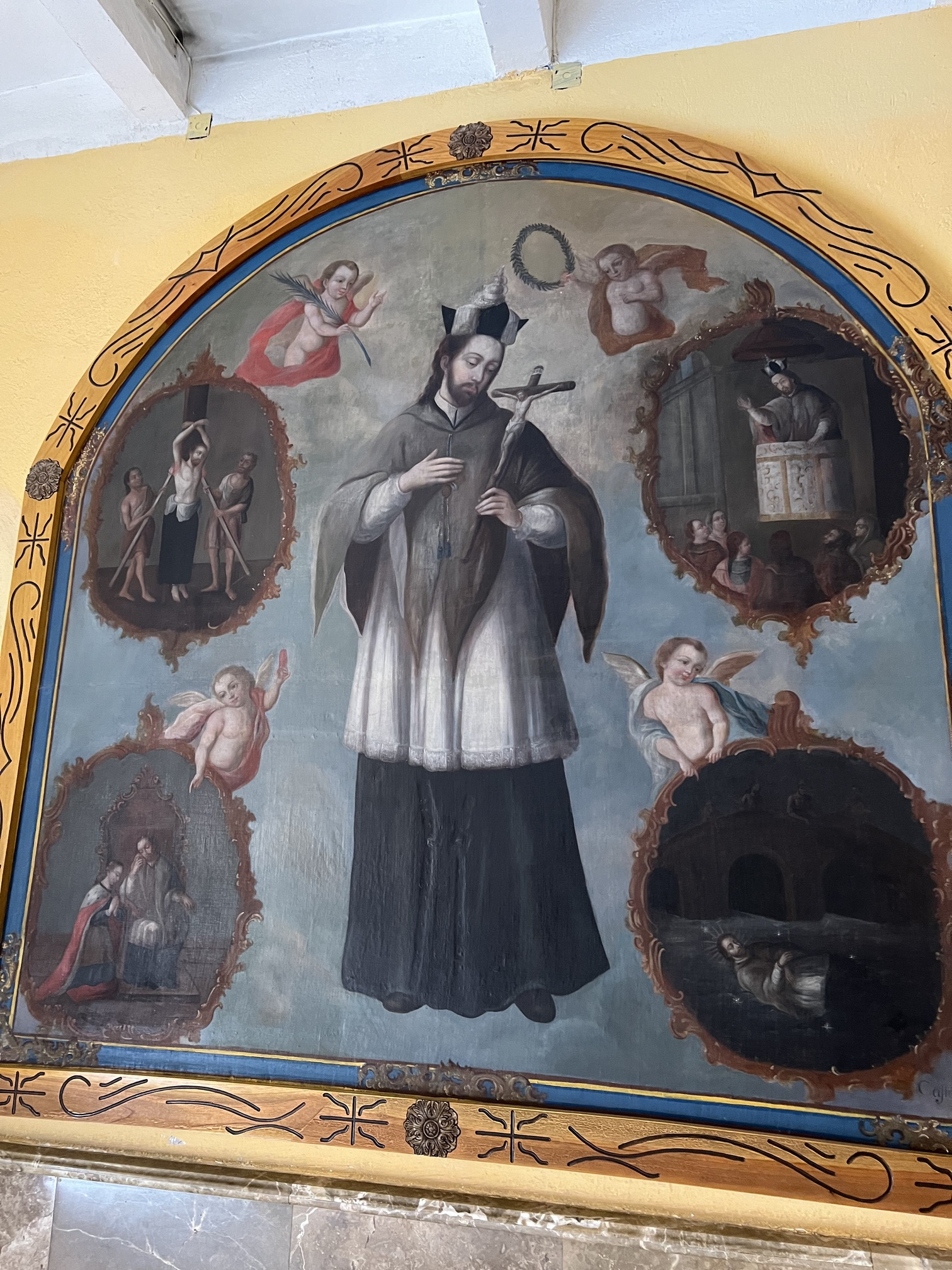
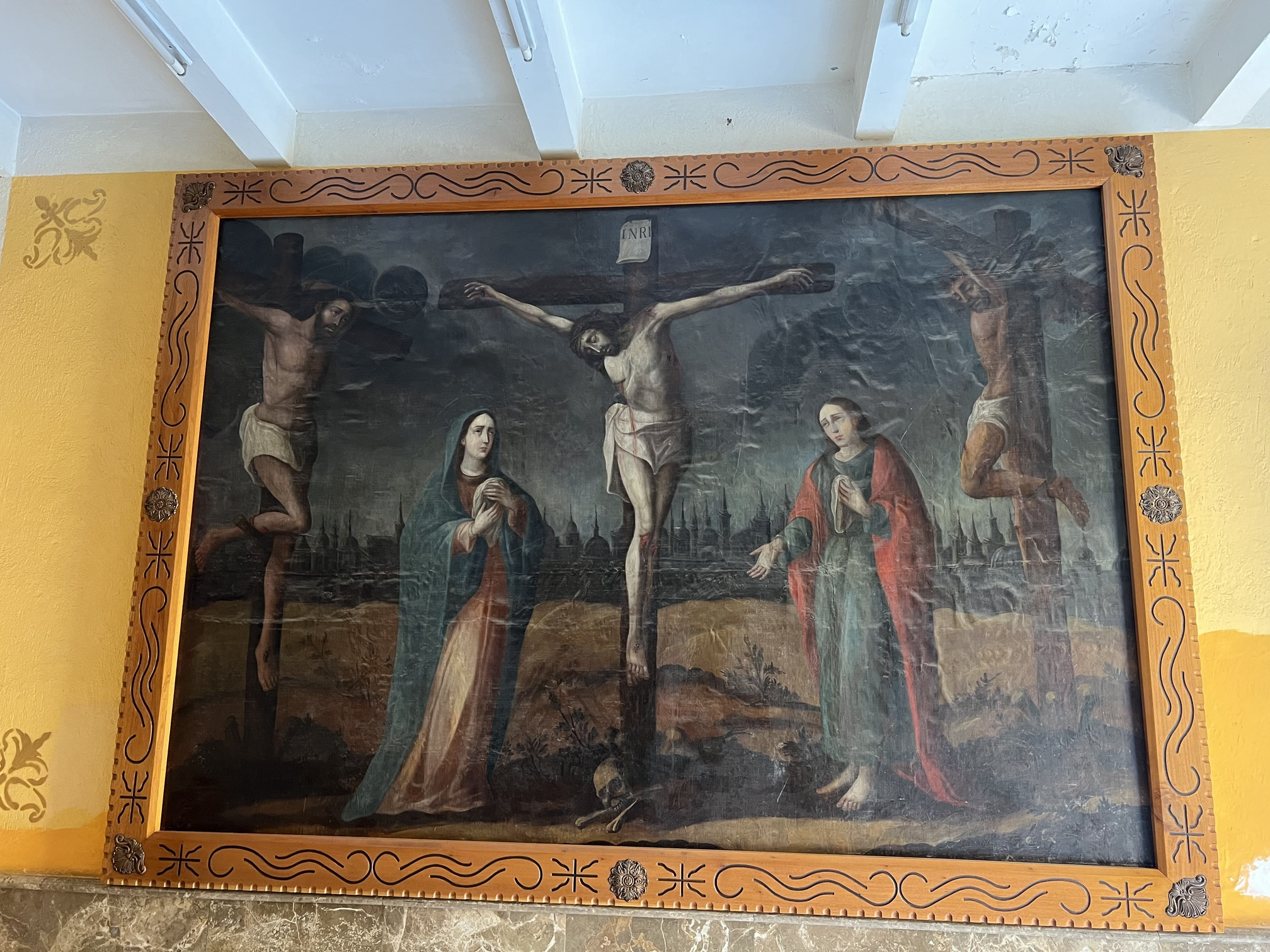